# Hemtjärnen (Silbodals socken, Värmland)
Hemtjärnen är en sjö i Årjängs kommun i Värmland och ingår i Göta älvs huvudavrinningsområde. Sjöns area är 0,024 kvadratkilometer och den är belägen 286 meter över havet.